# 2012年北朝鮮による韓国大統領選世論操作
2012年北朝鮮による韓国大統領選世論操作（2012ねんきたちょうせんによるかんこくだいとうりょうせんよろんそうさ）は、北朝鮮サイバー軍が行ったインターネットでの書き込みを利用した世論操作。正確な実行部局は判明していないが、204局との見方が多い。心理戦型のサイバー攻撃とも考えられる。

## 概要
第19代大統領選挙（予備候補登録4月23日～投票日12月19日）の際に、北朝鮮が行ったとされる大統領選挙への介入。東亜日報の報道によれば、Facebookに約100個、YouTubeに約100個、微博に約80個、Twitterに約15個、Flickrに5個のアカウント、WEBサイトが83個作成されていた。その内Twitterの3アカウント「我が民族どうし」、「民族通信」、「朝鮮民主主義」だけで5690件掲載していた。他の偽装されたTwitterアカウントでの書き込み総数は北朝鮮の選挙介入の書き込みは数千から数万件にのぼると推定と報じている。内容として、一つのアカウント事例が取り上げられており、2012年9月1日から12月18日までに中傷文30件と政権交代・野党候補支持の書き込み167件が確認されたとしている。本件は国会に情報部門から報告された。韓国大統領も北朝鮮サイバー部隊による世論操作の実在について言及している。北朝鮮サイバー軍においては、204局と呼ばれる心理戦部隊がおり、人員は約100名で他国の世論操作等に特化して活動しているとも報じられている。元韓国国防部北朝鮮分析官の高永喆は以下のように述べている。
この様に、2002年の選挙の際にも介入が行われ、この際は選挙結果に影響を及ぼしているとの報告もある。これらから、北朝鮮サイバー軍の204局が行ったとする見方が有力だが、同年4月11日の韓国総選挙の際には、「選挙期間中のサイバー攻撃機関は、北朝鮮・統一戦線部傘下の101連絡所3局が挙げられる。」との報道もある事から、担当部署の詳細については、不明点が残る。当然ながら北朝鮮は認めていない。なお、公安調査庁には「サイバー戦争を日本列島まで広げろ」との指示が出ていた事を記載しているが、日本においても類似事件が起きているかどうかについても不明である。